# 래클런 로버트 투아 잭슨
래클런 로버트 투아 잭슨(영어: Lachlan Robert Tua Jackson, 1995년 3월 12일~)은 오스트레일리아의 축구 선수이다. 포지션은 수비수이다.